# Zhoujia (köping i Kina, Sichuan)
Zhoujia (kinesiska: 周家镇, 周家) är en köping i Kina. Den ligger i provinsen Sichuan, i den sydvästra delen av landet, omkring 280 kilometer söder om provinshuvudstaden Chengdu.
Genomsnittlig årsnederbörd är 1 362 millimeter. Den regnigaste månaden är augusti, med i genomsnitt 270 mm nederbörd, och den torraste är december, med 21 mm nederbörd.